# Brøndbyernes Idrætsforening 2017-2018
Questa voce raccoglie le informazioni riguardanti il Brøndbyernes Idrætsforening nelle competizioni ufficiali della stagione 2017-2018.

## Rosa pre sosta
| N. |                      | Ruolo | Calciatore          |
| -- | -------------------- | ----- | ------------------- |
| 1  | Danimarca (bandiera) | P     | Frederik Rønnow     |
| 2  | Germania (bandiera)  | D     | Anthony Jung        |
| 4  | Germania (bandiera)  | D     | Benedikt Röcker     |
| 6  | Islanda (bandiera)   | D     | Hjörtur Hermannsson |
| 8  | Danimarca (bandiera) | C     | Kasper Fisker       |
| 9  | Finlandia (bandiera) | A     | Teemu Pukki         |
| 10 | Germania (bandiera)  | C     | Hany Mukhtar        |
| 12 | Svezia (bandiera)    | C     | Simon Tibbling      |
| 13 | Svezia (bandiera)    | D     | Johan Larsson       |
| 14 | Danimarca (bandiera) | A     | Kevin Mensah        |
| 16 | Germania (bandiera)  | P     | Benjamin Bellot     |

| N. |                       | Ruolo | Calciatore               |
| -- | --------------------- | ----- | ------------------------ |
| 18 | Kosovo (bandiera)     | C     | Besar Halimi             |
| 19 | Danimarca (bandiera)  | C     | Christian Nørgaard       |
| 20 | Polonia (bandiera)    | A     | Kamil Wilczek            |
| 21 | Danimarca (bandiera)  | C     | Lasse Vigen Christensen  |
| 23 | Finlandia (bandiera)  | D     | Paulus Arajuuri          |
| 25 | Danimarca (bandiera)  | D     | Gregers Arndal-Lauritzen |
| 26 | Slovacchia (bandiera) | C     | Filip Blažek             |
| 27 | Danimarca (bandiera)  | D     | Svenn Crone              |
| 28 | Danimarca (bandiera)  | D     | Mads Juel Andersen       |
| 29 | Rep. Ceca (bandiera)  | A     | Jan Kliment              |
| 40 | Danimarca (bandiera)  | P     | Jacob Pryts Larsen       |

- Numero giocatori in rosa: 22
- Stranieri: 13 (59,1%)
- Età media: 24,6 anni

### Rosa post sosta
| N. |                      | Ruolo | Calciatore          |
| -- | -------------------- | ----- | ------------------- |
| 1  | Danimarca (bandiera) | P     | Frederik Rønnow     |
| 3  | Germania (bandiera)  | D     | Anthony Jung        |
| 4  | Germania (bandiera)  | D     | Benedikt Röcker     |
| 6  | Islanda (bandiera)   | D     | Hjörtur Hermannsson |
| 8  | Danimarca (bandiera) | C     | Kasper Fisker       |
| 9  | Finlandia (bandiera) | A     | Teemu Pukki         |
| 10 | Germania (bandiera)  | C     | Hany Mukhtar        |
| 12 | Svezia (bandiera)    | C     | Simon Tibbling      |
| 13 | Svezia (bandiera)    | D     | Johan Larsson       |
| 14 | Danimarca (bandiera) | A     | Kevin Mensah        |
| 16 | Germania (bandiera)  | P     | Benjamin Bellot     |

| N. |                       | Ruolo | Calciatore              |
| -- | --------------------- | ----- | ----------------------- |
| 17 | Danimarca (bandiera)  | A     | Andreas Bruus           |
| 18 | Kosovo (bandiera)     | C     | Besar Halimi            |
| 19 | Danimarca (bandiera)  | C     | Christian Nørgaard      |
| 20 | Polonia (bandiera)    | A     | Kamil Wilczek           |
| 21 | Danimarca (bandiera)  | C     | Lasse Vigen Christensen |
| 23 | Finlandia (bandiera)  | D     | Paulus Arajuuri         |
| 24 | Danimarca (bandiera)  | D     | Joel Kabongo            |
| 26 | Slovacchia (bandiera) | C     | Filip Blažek            |
| 27 | Danimarca (bandiera)  | D     | Svenn Crone             |
| 28 | Danimarca (bandiera)  | D     | Christian Enemark       |
| 29 | Rep. Ceca (bandiera)  | A     | Jan Kliment             |
| 30 | Danimarca (bandiera)  | P     | Viktor Anker            |
| 40 | Danimarca (bandiera)  | P     | Casper Hauervig         |

- Numero giocatori in rosa: 24
- Stranieri: 13 (54,2%)
- Età media: 24,3 anni

## Trasferimenti estivi
| Acquisti | Acquisti                | Acquisti     | Acquisti                       |
| R.       | Nome                    | da           | Modalità                       |
| -------- | ----------------------- | ------------ | ------------------------------ |
| C        | Lasse Vigen Christensen | Fulham       | definitivo (1,5 milioni €)     |
| C        | Hany Mukhtar            | Benfica      | definitivo (1,5 milioni €)     |
| C        | Simon Tibbling          | Groningen    | definitivo (700 mila €)        |
| C        | Kasper Fisker           | Randers      | definitivo (335 mila €)        |
| P        | Benjamin Bellot         | RB Lipsia II | definitivo (100 mila €)        |
| C        | Besar Halimi            | Magonza      | prestito                       |
| D        | Anthony Jung            | RB Lipsia    | prestito                       |
| C        | Filip Blažek            | Senica       | ?                              |
| D        | Mads Juel Andersen      | Køge BK      | fine prestito                  |
|          | 9 acquisti              |              | spesa totale = 4,135 milioni € |

| Cessioni | Cessioni          | Cessioni         | Cessioni                        |
| R.       | Nome              | a                | Modalità                        |
| -------- | ----------------- | ---------------- | ------------------------------- |
| C        | Rezan Corlu       | Roma             | definitivo (600 mila €)         |
| P        | Adam Kwarasey     | Vålerenga        | definitivo (100 mila €)         |
| C        | Lebogang Phiri    | Guingamp         | gratuito                        |
| C        | Rodolph Austin    | Esbjerg          | gratuito                        |
| D        | Frederik Holst    | Sparta Rotterdam | gratuito                        |
| D        | Gregor Sikošek    | Silkeborg        | prestito                        |
| A        | Gustaf Nilsson    | Silkeborg        | prestito                        |
| P        | Viktor Anker      | Næstved          | prestito                        |
| C        | Thomas Kahlenberg |                  | ritiro                          |
| C        | Zsolt Kalmár      | RB Lipsia        | fine prestito                   |
| D        | Joel Kabongo      | Fremad Amager    | prestito                        |
| C        | Hany Mukhtar      | Benfica          | fine prestito                   |
|          | 12 cessioni       |                  | guadagno totale = 700 mila €    |
|          |                   |                  | saldo finale = -3,435 milioni € |

## Trasferimenti invernali
| Acquisti | Acquisti     | Acquisti      | Acquisti      |
| R.       | Nome         | da            | Modalità      |
| -------- | ------------ | ------------- | ------------- |
| D        | Joel Kabongo | Fremad Amager | fine prestito |
|          |              |               |               |

| Cessioni | Cessioni                 | Cessioni | Cessioni |
| R.       | Nome                     | a        | Modalità |
| -------- | ------------------------ | -------- | -------- |
| P        | Jacob Pryts Larsen       | Næstved  | gratuito |
| D        | Mads Juel Andersen       | Horsens  | gratuito |
| D        | Gregers Arndal-Lauritzen | Køge BK  | prestito |
|          |                          |          |          |
|          |                          |          |          |